# Kemal Köksal Stadyumu
Kemal Köksal Stadyumu – wielofunkcyjny stadion w Zonguldak, w Turcji. Został otwarty w 1940 roku. Może pomieścić 13 795 widzów. Swoje spotkania rozgrywają na nim piłkarze klubu Zonguldak Kömürspor.